# Taxon (tijdschrift)
Taxon is het wetenschappelijke tijdschrift van de International Association for Plant Taxonomy (IAPT). Het tijdschrift verschijnt sinds 1951. Vanaf 2010 verschijnt het tijdschrift zes keer per jaar; voorheen verscheen het vier keer per jaar. 
Het peer reviewed tijdschrift is gericht op systematische biologie en evolutiebiologie met de nadruk op plantkunde. In het tijdschrift verschijnen artikelen met betrekking tot plantenfylogenie, evolutie, taxonomie, morfologie, paleobotanie, palynologie, methoden en technieken, biodiversiteit en natuurbescherming en aanverwante velden. Ook verschijnen er in het tijdschrift bijdragen aan discussies over actuele kwesties (standpunten, brieven aan de redacteur). 
Het tijdschrift is ook een forum voor de publicatie van onderwerpen met betrekking tot botanische nomenclatuur (waaronder officiële voorstellen om de International Code of Botanical Nomenclature aan te passen, verslagen van nomenclatuurcomités en commentaren daarop).